# Млинівка (село)
Млинівка (пол. Młynowice, до 1947 року — Мільбах, нім. Mühlbach) — колишнє село в Новострілищанському районі Дрогобицької області, що розміщувалось між селами П'ятничани та Соколівка. Засноване 1786 року як німецька колонія, входила до складу громади П'ятничани, домініон Бібрка, циркул Бережани. До 1940 року входила до складу ґміни Соколівка Бібрського повіту. Об'єднане з селом П'ятничани.

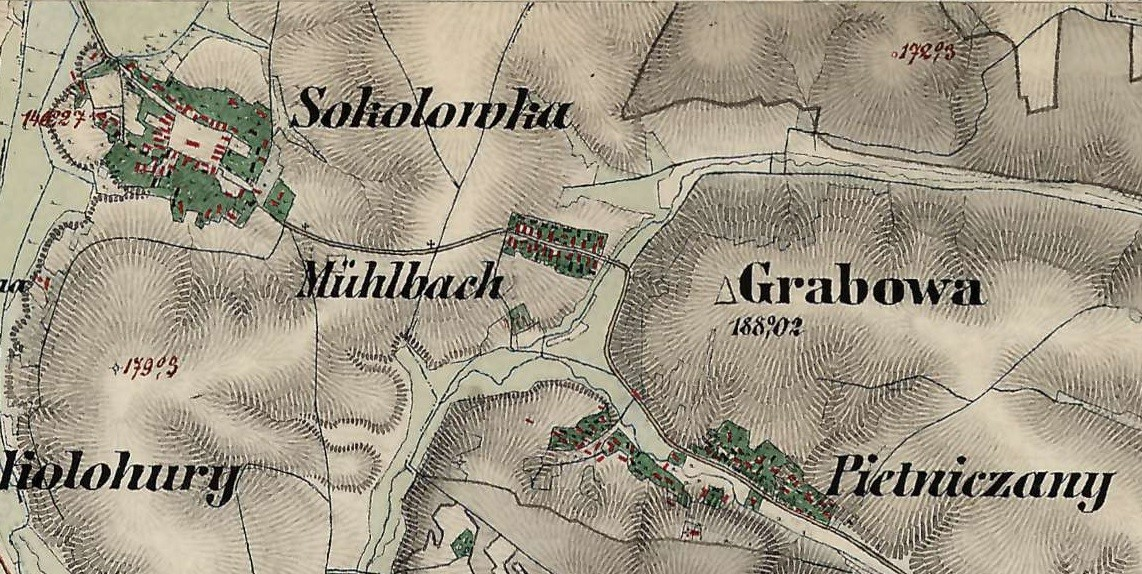
Мільбах на мапі Галичини та Буковини 19 сторіччя

## Історія
Ерцгерцогиня Австрії Марія-Терезія та її син імператор Йосиф заохочували мешканців німецьких земель Баварії, Саксонії та Фландрії переїжджати у Східну Галичину, де вони отримають землю, державну підтримку та сприяння у веденні господарства, а для місцевого населення стануть прикладом господарювання.
Опис ґрунтів та посілостей п'ятничанської парохії з 1798 року стверджує, що в другій половині XVIII ст. в П'ятничанах, у північно-західній частині, проживали вже німецькі колоністи. Свою частину села вони назвали Мільбах ((нім. Mühlbach), дослівно — млин (нім. Muhle) і потічок (нім. Bach)), тобто Млинівці або Мельники, так само, як звався хутір у західній частині села, з яким вони були по-сусідству. На землях Бібреччини, крім Мільбаху, заснованого 1786 року, з'явилося тоді ж ще декілька таких колоній, зокрема Ернсдорф (нім. Ernsdorf) — дослівно — Ернестове село, лише за кілометр на південь від Бібрки (тепер село Благодатівка), і колонія Рефельд (нім. Rehfeld) — зараз частина села Серники.
У 1880 році в Мільбаху було 154 мешканці.
25 листопада 1938 року за розпорядженням міністра внутрішніх справ Польщі Мільбах перейменовано на Млиновиці пол. Młynowice. Але ця назва не прижилась.
Станом на 1 січня 1939 в Мільбаху мешкало 260 людей: 40 українців, 10 юдеїв та 210 німців.
Після приходу «перших совітів» офіційні представники нової, радянської влади, з'явилися в селі П'ятничани приблизно через місяць. Це були, передусім, службовці, які готували перші вибори до рад, а також ті, що організували роботу тимчасового сільського виконавчого комітету та школи. Тимчасовим виконувачам обов'язків голови сільської ради об'єднаних сіл П'ятничани і колонії Мільбах, що називалася «П'ятничанська», став Микола Борбуляк. Організована «відновна» школа називалася «п'ятничанська початкова школа». Вона мала чотири класи, у них навчали два вчителі — Марія Царик та колишній вчитель Мільбахської школи Михайло Царик. Він став одночасно і завідувачем школи. Навчання проходило в приміщенні колишньої мільбахської школі.
У 1940 році, а точніше на переломі 1939—1940 років (грудень-березень), з'явилася у Львові спеціальна комісія, прислана, за згодою радянського уряду, нацистською Німеччиною, що займалася репатріацією німців (Heim ins Reich), які проживали на той час в Галичині. Всі, хто хотів повернутися на «батьківщину», повинні були подати комісії заяву та необхідні документи, що доводили німецьке походження заявника. У більшості випадків малися на увазі нащадки австрійських колоністів, які з'явилися на галицьких землях після розподілу Речі Посполитої і захоплення цих земель Австро-Угорською Імперією в 1772 році. Заворушилися і німецькі колоністи в Мільбаху. Весною 1940 року Мільбах практично опустів. Залишили його всі німецькі сім'ї, члени яких, згідно з поданими документами отримали паспорти «рейхсдойчів» — німців Рейху, а також німецько-польські сім'ї «фольксдойчі» — німці з народу (півнімці), що встигли з'явитися в Мільбаху за час присутності колоністів на галицьких землях протягом 1772—1940 років. Виїхали тоді і деякі українські сім'ї, які зуміли доказати споріднення з німецькими родинами. Виїхали переважно до Ватерґав, на польські і чеські землі, які анексувала/захопила Німеччина.
У 1945 році, за Люблінською угодою, в П'ятничанах (на території колишнього Мільбаху) з'являються новосели-переселенці з закерзоння, зокрема з Лемківщини. З села Согорів-Долішній до Мільбаху потрапила сім'я Іванишиних.
Відповідно до інформації довідника «Українська РСР. Адміністративно-територіальний поділ», станом на 1 вересня 1946 року село Млинівка входило до складу П'ятничанської сільської ради Новострілищанського району Дрогобицької області.
В 1947 році перейменоване на Млинівку.